# Étienne Grandjean

Étienne Grandjean (ca. 1970)

Étienne Grandjean (* 24. Februar 1914 in Bern; † 11. November 1991) war ein Schweizer Arzt und Forscher in den Fachgebieten Arbeitsphysiologie und Ergonomie.
Grandjean studierte Medizin in Genf, Wien und Bern und promovierte 1939. Er war ab 1950 ordentlicher Professor für Hygiene, ab 1973 auch für Ergonomie an der ETH Zürich. 1983 wurde er emeritiert.